# Kevin Lankinen
Kevin Lankinen (* 28. April 1995 in Helsinki) ist ein finnischer Eishockeytorwart, der seit September 2024 bei den Vancouver Canucks in der National Hockey League unter Vertrag steht. Mit der finnischen Nationalmannschaft gewann er die Goldmedaille bei der Weltmeisterschaft 2019.

## Karriere
Der Finnlandschwede Kevin Lankinen wurde in Helsinki geboren und spielte in seiner Jugend in den Juniorenabteilungen von Kiekko-Vantaa, bevor er im Jahre 2010 zu den Jokerit Helsinki wechselte. Für deren U20-Auswahl lief er ab der Spielzeit 2011/12 in der Nuorten SM-liiga auf, der ranghöchsten Juniorenliga Finnlands. Dort etablierte er sich in den folgenden beiden Jahren, während er parallel dazu in der Saison 2013/14 sein Debüt für die Jokerit in der Liiga gab. Wenig später wechselte der Finne innerhalb der Liga zu HIFK Helsinki, wo er fortan als Backup von Ville Husso zu regelmäßiger Einsatzzeit in Finnlands höchster Profispielklasse kam. Zudem hütete er währenddessen leihweise für Kiekko-Vantaa in der Mestis sowie für KooKoo in der Liiga das Tor. Mit Beginn der Spielzeit 2016/17 stieg er zum Stammtorwart von HIFK auf und setzte sich dabei intern gegen Niklas Bäckström durch. Anschließend verpasste er große Teile der Saison 2017/18, bevor er erneut leihweise für Imatran Ketterä in der Mestis spielte. Nach seiner Rückkehr verzeichnete er in 15 Spielen einen Gegentorschnitt von 1,33 sowie eine Fangquote von 94,6 %, sodass auch Teams der National Hockey League (NHL) auf ihn aufmerksam wurden. In der Folge unterzeichnete er im Mai 2018 einen Zweijahresvertrag bei den Chicago Blackhawks.
Die Blackhawks setzten Lankinen vorerst in ihren Farmteams ein, vor allem bei den Rockford IceHogs in der American Hockey League (AHL) sowie kurzzeitig bei den Indy Fuel in der drittklassigen ECHL. Die IceHogs vertrat er während der Spielzeit 2019/20 beim AHL All-Star Classic. Im Rahmen der Vorbereitung auf die Saison 2020/21 erspielte sich der Finne schließlich einen Platz im NHL-Aufgebot Chicagos, wobei er von den Abgängen von Robin Lehner und Corey Crawford profitierte. Im Januar 2021 gab er sein Debüt in der NHL und etablierte sich in der Folge als Stammtorhüter der Blackhawks, wobei er sich vorerst gegen Malcolm Subban und Collin Delia durchsetzte. Diese Position verlor er in der Folge an den neu verpflichteten Marc-André Fleury, bevor sein Vertrag am Ende der Saison 2021/22 nicht verlängert wurde und er sich daher im Juli 2022 als Free Agent den Nashville Predators anschloss. In gleicher Weise wechselte er im September 2024 zu den Vancouver Canucks, nachdem er Nashville zwei Jahre als Backup von Juuse Saros tätig war.
Im Februar 2025 unterzeichnete er einen neuen Fünfjahresvertrag in Vancouver, der ihm mit Beginn der Saison 2025/26 ein durchschnittliches Jahresgehalt von 4,5 Millionen US-Dollar einbringen soll.

### International
Lankinen kam in diversen finnischen Nachwuchsnationalmannschaften zum Einsatz, ohne sein Heimatland jedoch bei einem größeren Turnier zu vertreten. Sein Debüt für die finnische A-Nationalmannschaft gab er schließlich bei der Weltmeisterschaft 2019, wo er mit dem Team prompt die Goldmedaille gewann. Mit einem Gegentorschnitt von 1,50 verzeichnete der Finne den Bestwert des Turniers und musste sich bei einer ebenfalls herausragenden Fangquote von 94,2 % nur Andrei Wassilewski (94,58 %) geschlagen geben, der letztlich auch als bester Torwart der WM ausgezeichnet wurde. In der Folge nahm Lankinen am 4 Nations Face-Off 2025 teil.

## Erfolge und Auszeichnungen
- 2019 Goldmedaille bei der Weltmeisterschaft
- 2020 Teilnahme am AHL All-Star Classic

## Karrierestatistik
Stand: Ende der Saison 2023/24

### International
Vertrat Finnland bei:
- Weltmeisterschaft 2019
- 4 Nations Face-Off 2025

(Legende zur Torhüterstatistik: GP oder Sp = Spiele insgesamt; W oder S = Siege; L oder N = Niederlagen; T oder U oder OT = Unentschieden oder Overtime- bzw. Shootout-Niederlage; Min. = Minuten; SOG oder SaT = Schüsse aufs Tor; GA oder GT = Gegentore; SO = Shutouts; GAA oder GTS = Gegentorschnitt; Sv% oder SVS% = Fangquote; EN = Empty Net Goal; 1 Play-downs/Relegation; Kursiv: Statistik nicht vollständig)